# شیواپرستی

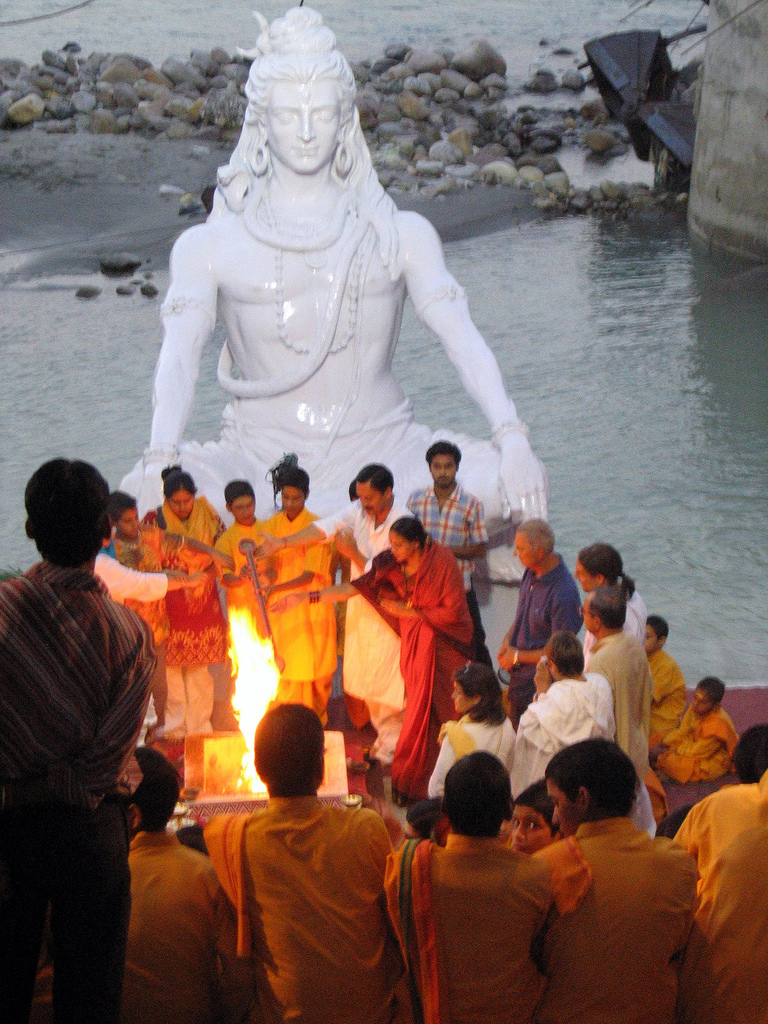
شیواپرستی

شیواپرستی (انگلیسی: Shaivism؛ هندی: शैव) یکی از مهمترین آیین‌های مردم هندوست. این آیین، مشتمل بر اعمال عبادی و الهیات متنوعی است. البته همهٔ فرقه‌های موجود بر سه اصل کلی توافق دارند:۱- پاتی یا خدا، ۲- پاسو یا روح فردی و ۳- پاسا یا پیوندهایی که روح را محدود به وجود دنیوی می‌کند. هدف شیوا پرستان (شایواتی‌ها) عبارت است از رهانیدن روح خود از بردگی‌ها و بندگی‌ها و دست یابی به ماهیت شیوا. شیوا پرستان، پیشانی خود را با سه خط افقی علامت می‌گذارند، این سه خط سه جنبهٔ مختلف شیوا را نشان می‌دهد. 